# Pasquale Fago
Pasquale Fago (Napoli, 1740 – Napoli, 10 novembre 1794) è stato un compositore e politico italiano, figlio di Lorenzo Fago  e nipote di Nicola Fago, anch'esso compositore e maestro di musica.
Pasquale  noto anche con il nome di Pasquale Tarantino era il primogenito del compositore ed insegnante Lorenzo Fago.
Nulla si sa della sua gioventù e formazione musicale. Nel 1762 fu nominato organista della cappella del Tesoro di san Gennaro, dove 4 anni dopo nel 1766 vi diventò maestro di cappella, succedendo al padre. Nel 1771 abbandonò la carica di maestro e l'attività di compositore per dedicarsi a varie mansioni amministrative del Regno di Napoli, delle quali già si occupava dal 1764: nel 1788 diventò governatore della provincia di Montecorvino e successivamente, nel 1782, di Sarno.

## Lavori
- Sorgi, figlia d'Eumelo, testo di Saverio Mattei (cantata per 3 voci e strumenti, per il compleanno del Re Ferdinando IV, 1766, Teatro San Carlo di Napoli)
- Il sogno di Lermano Cinosurio Pastore Arcade (componimento drammatico, libretto di G. Baldanzo, 1769, Palermo)
- La caffetteria di garbo (opera buffa, libretto di Pasquale Mililotti, 1770, Napoli)
- Il finto sordo (opera buffa, libretto di Pasquale Mililotti, 1771, Napoli)
- Son sventura ma pure o stelle (aria)
- Vado a morir (duetto)